# ألوية صقور الشام
لواء صقور الشام فصيل معارض مسلح أنشأه أحمد أبو عيسى في وقت مبكر من الحرب الأهلية السورية لمحاربة الحكومة السورية. وكان عضوا في الجبهة الإسلامية ووحدة سابقة تابعة للجيش السوري الحر وجبهة تحرير سوريا الإسلامية. وله تاريخ من التنسيق مع أحرار الشام وجبهة النصرة التابعة لتنظيم القاعدة (وهي جماعة أعيد تشكيلها بوصفها هيئة تحرير الشام منذ يناير 2017)، وإن اندلعت اشتباكات مع هذه الجماعة في يناير 2017. في مارس 2015، اندمجت ألوية صقور الشام مع أحرار الشام، ولكنها تركت أحرار الشام في سبتمبر 2016. في سبتمبر 2016 أيضا، انضموا إلى جيش الفتح، التي تعتبر أحرار الشام أيضا أحد أعضاءه. وفي 25 يناير 2017، انضم صقور الشام إلى أحرار الشام، لكنه استعاد في وقت لاحق قدرا من الاستقلال الذاتي كحليف لأحرار الشام.